# Ernst Tams
Ernst Tams (* 24. Januar 1882 in Hamburg; † 16. November 1963 in Hamburg) war ein deutscher Geophysiker und Leiter der Hauptstation für Erdbebenforschung an der Universität Hamburg.

## Leben und Wirken
Während seines Studiums wurde Tams 1900 Mitglied der Schwarzburgbund-Verbindung Burschenschaft Germania Göttingen. Tams wurde 1908 Assistent am Physikalischen Staatslaboratorium Hamburg und bot ab 1911 Vorlesungen zur Geophysik an. Ernst Tams gehört zu den 24 Gründungsmitgliedern der am 19. September 1922 in Leipzig gegründeten Deutschen Seismologischen Gesellschaft, der heutigen Deutschen Geophysikalischen Gesellschaft. 1932 wurde er ao. Professor für Seismologie und 1939 apl. Professor in Hamburg. Seit April 1933 war er Mitglied der NSDAP und unterzeichnete im November 1933 das Bekenntnis der Professoren an den deutschen Universitäten und Hochschulen zu Adolf Hitler. 1946 trat er in den Ruhestand.